# Kakha Kaladze
Kakhaber "Kakha" Kaladze (georgisk: კახაბერ (კახა) კალაძე [k'axabɛr k'alad͡zɛ]; født den 27. februar 1978 i Samtredia, Georgiske SSR, Sovjetunionen) er en georgisk politiker og tidligere professionel fodboldspiller, der spillede som forsvarer. Kakha Kaladze var en alsidig spiller, der var i stand til at spille både som centerback og som venstreback, eller endda som en bred midtbanespiller. Han spillede på georgiens landshold fra 1996 til 2011. Han blev valgt som året georgiske fodboldspiller i årene 2001-2003 og 2006 og blev anset for at være en af Georgiens vigtigste spillere. Han stillede op til parlamentsvalget i 2012 for partiet Georgiens drøm og blev valgt. Efter valget blev han indsat som vicepremierminister samt energiminister. I 2017 stillede han op til lokalvalgene og blev valgt til borgmester i Tblisi.

## Fodboldkarriere

### Tidlig karriere
Kaladze startede sin fodboldkarriere i den lille georgiske klub Lokomotiv Samtredia, hvor hans far var formand. I 1994 skiftede han til Georgiens største klub FC Dinamo Tbilisi, hvor han spillede 82 kampe i den hjemlige liga og scorede et mål.. Han debuterede som 16-årige i Georgiens bedste række Umaglesi Ligaen i 1993-94 sæsonen.

### Dinamo Kyiv
I følge Kaladze så førte en god indsats på Georgiens landshold i en 0-0 VM-kvalifikationskamp mod Italien til, at han i januar 1998 fik en fireårig kontrakt med Dynamo Kyiv, der betalte €280.000 for ham.

I Kyiv spillede han som midterforsvarer, venstreback, libero og defensiv midtbane og spillede 71 ligakampe og scorede seks mål i de to og en halv sæsoner han spillede for klubben. Kaladze spillede med i begge semifinalekampe i Champions League mod Bayern München, som Dynamo Kyiv tabte 4–3 sammenlagt. På vejen til semifinalerne slog de Real Madrid, Barcelona og Arsenal. Kaladze vandt otte mesterskaber på rad i perioden, hvor han spillede for Dinamo Tbilisi og Dynamo Kyiv.

### AC Milan
I 2001 blev han solgt til AC Milan for € 16 millioner, hvilket var rekord for en georgisk spiller. Efter at være blevet testet i forskellige positioner på banen, etablerede han sig som venstreback. I 2002-03-sæsonen vandt han sine første titler med klubben. Kaladze spillede hele Champions League finalen på Old Trafford som endte med sejr over Juventus. Han er den første fodboldspiller fra Georgien, der har vundet Champions League.
Kaladze vandt også Coppa Italia med Milan, da holdet vandt finalen 6-3 sammenlagt.
Skader førte til at han kun fik seks ligakampe i den efterfølgende sæson. Herefter havde Kaladze en skadesfri sæson, men fik ikke spillet sig til en fast plads på holdet, som endte som nummer to i både Serie A og 2004-05. Han forlængede efter sæsonen sin kontrakt med AC Milan, og fik herefter en personligt god sæson. Med flere centrale forsvarsspillere ude med skade, valgte træner Carlo Ancelotti at benytte Kaladze som midterforsvar sammen med Alessandro Nesta, hvilket var et succesfuldt partnerskab.
Den 30. juni 2005 forlængede han sin kontrakt med Milan indtil 2010 og igen den 4. september 2006, denne gang indtil 2011.

### Genoa
Den 31. august 2010 underskrev Kaladze kontrakt med Genoa; Milan har senere afsløret, at der var tale om en gratis transfer. I 2010–11 sæsonen spillede han 26 kampe og scorede et mål, det skete i kampen mod Parma den 30. januar 2011. Han blev valgt til næstbedste forsvarer i Serie A i 2010-11 af La Gazzetta dello Sport, kun overgået af hans tidligere holdkammerat fra Milan, Thiago Silva. Den 12. maj 2012 bekendtgjorde Kaladze, at han trak sig tilbage fra fodbold.

### Landshold
Kaladze fik sin debut for Georgiens landshold i en venskabskamp mod Cypern den 27. marts 1996, da han blev skiftet ind i 72. minut for Mikhail Kavelashvili. Han deltog i Georgiens kvalifikationsturneringer til VM til 1998, 2002, 2006 og 2010 verdensmesterskaberne, og 2000, 2004 og 2008 europamesterskaberne. Mens Kaladze var aktiv fodboldspiller lykkedes det aldrig Georgien at kvalificere sig til VM i fodbold eller EM i fodbold.

## Privatliv
I 2001 blev Kakhaber Kaladzes broder, Levan, kidnappet i Georgien. Broderen studerede medicin på det tidspunkt. Kidnapperne krævede en løsesum på $600.000. Der blev gjort flere forsøg på at løse konflikten, og Georgiens daværende præsident, Eduard Shevardnadze, lovede at man ville gøre alt for at finde ham. Det lykkedes dog ikke at finde ham, og ca. fem år senere, den 6. maj 2005, fandt det georgiske politi otte lig i Svaneti regionen, og det blev diskuteret, om Levan var blandt de døde. Den 21. februar 2006 blev Levan officielt identificeret blandt de døde, efter at eksperter fra FBI havde foretaget undersøgelser.

## Karriere som erhvervsmand og politiker

### Investor
Samtidig med at Kaladze havde en aktiv fodboldkarriere, foretog han investeringer i sit hjemland samt i Italien, Ukraine og Kasakhstan. Kaladze etablerede Kala Capital, der er et investeringsselskab, i 2008, og på et tidspunkt var den forhenværende georgiske statsminister, Zurab Noghaideli administrerende direktør i Kala Capital.
Kaladzes andre forretninger på det tidspunkt var Buddha Bar i Kyiv, der åbnede i 2008. Kaladze ejer også restauranten Giannino, etableret i 1899 af Giannino Bindi, der er hjemmehørende i Milano. Restauranten havde en Michelin stjerne under Davide Oldani og ansvarshavende kok, Roberto Molinari. 

Kala Capital ejede 45% af Georgia Hydropower Construction Company, SakHidroEnergoMsheni, et aktieselskab hjemmehørende i Georgien, i 1998. Hans kandidatur til at blive energiminister i Georgien i oktober 2012 vakte derfor bekymring for risikoen for at interessekonflikt kunne opstå. Rapporter fra samme dag indikerede, at Kaladze muligvis ville afvise at blive energiminister eller sælge sine aktier i Georgia Hydropower Construction Company indenfor 10 dage efter at hans udnævnelse.

### Minister og borgmester
Kaladze blev involveret i politik i Georgien som medlem af oppositionspartiet "Georgiens drøm – demokratiske Georgien", der blev etableret i februar 2012 af milliardæren Bidzina Ivanisjvili. Han blev valgt til Georgiens parlament den 1. oktober 2012 og indsat som vicepremierminister samt energiminister i Ivanisjvilis kabinet den 25. oktober 2012 og sad på begge disse poster under Giorgi Kvirikashvilis efterfølgende kabinet frem til juli 2017, hvor han trådte tilbage for at blive kandidat for Georgiens drøm til borgmesterposten i Tbilisi ved valget i oktober 2017, som han vandt med 51,13%.